# Isaiah Mustafa

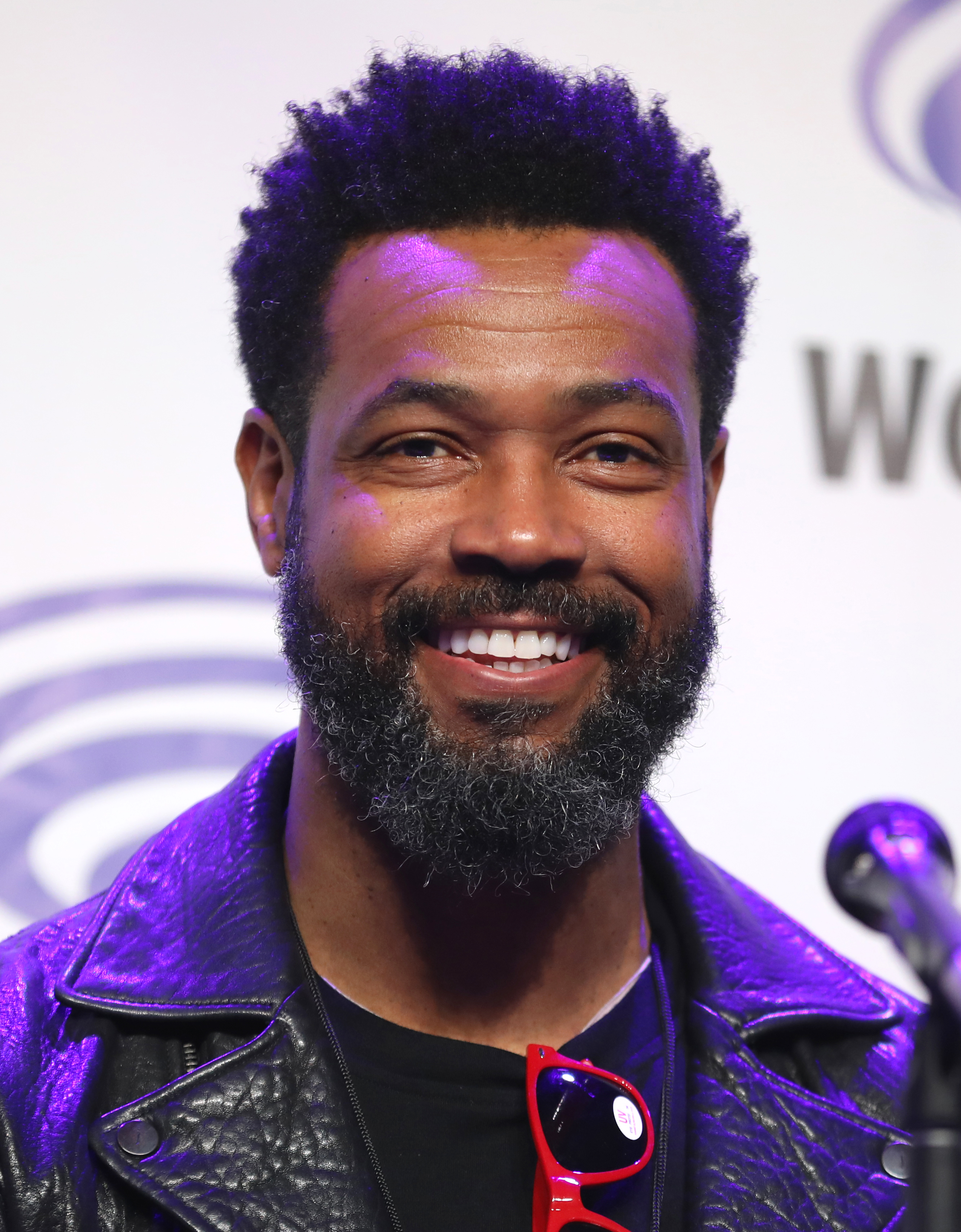
Isaiah Mustafa (2024)

Isaiah Amir Mustafa (* 11. Februar 1974 in Portland, Oregon) ist ein US-amerikanischer Filmschauspieler und ehemaliger American-Football-Spieler.

## Leben
Mustafa wurde 1974 in Portland als Sohn von Shahidah Mustafa-Davis und John Wali Mustafa als jüngstes von sieben Kindern in eine muslimische Familie geboren. Im Alter von fünf Jahren zog der US-Amerikaner mit seiner Familie nach Mission Viejo.
Einige Jahre nach dem Umzug der Familie, kam sein Vater bei einem Autounfall ums Leben. Er besuchte die Santa Clara High School und später das Santa Monica College, bevor er zum Moorpark College wechselte. Isaiah Mustafa studierte dann Geschichte an der Arizona State University, die er 1995 abschloss. Im Jahr 2005 hatte er seinen ersten Filmauftritt in Die Insel. Weitere Film- und vor allem Fernsehauftritte folgten. Von 2016 bis 2019 war er in der Serie Shadowhunters zu sehen.
Besondere Bekanntheit erlangte er jedoch durch seine Verkörperung als Mike Hanlon in dem Horrorfilm ES Kapitel 2. Mustafa hat zusammen mit seiner ehemaligen Frau eine Tochter. Zuvor war er mit der professionellen Wrestlerin und Schauspielerin Catherine Joy Perry zusammen, besser bekannt unter ihrem Ringnamen Lana. Er heiratete seine langjährige Freundin Lisa Mitchell am 26. Mai 2018.

## Filmografie (Auswahl)
- 2005: Die Insel (The Island)
- 2006: Tödlicher Einsatz (Even Money)
- 2006: The Last Supper
- 2007: Football Wives
- 2008: Alles Betty! (Ugly Betty!, Fernsehserie, 1 Folge)
- 2009: Navy CIS (NCIS, Fernsehserie, 1 Folge)
- 2009: Eli Stone (Fernsehserie, 1 Folge)
- 2009: Navy CIS: L.A. (NCIS: Los Angeles, Fernsehserie, 1 Folge)
- 2009: Zeit der Sehnsucht (Days of Our Lives, Fernsehserie, 2 Folgen)
- 2010: Castle (Fernsehserie, 1 Folge)
- 2011: Madea’s Big Happy Family
- 2011: Kill the Boss
- 2012: Die Stooges – Drei Vollpfosten drehen ab (The Three Stooges)
- 2013: You’re Whole (Fernsehserie, 1 Folge)
- 2014: Sirens (Fernsehserie, 1 Folge)
- 2014: Anger Management (Fernsehserie, 1 Folge)
- 2015: Baby Daddy (Fernsehserie, 1 Folge)
- 2016: After The Reality – das echte Leben (After The Reality)
- 2018: Robot Chicken (Fernsehserie, 1 Folge)
- 2016–2019: Shadowhunters (Fernsehserie, 55 Folgen)
- 2019: Es Kapitel 2 (It Chapter Two)
- 2022: Home Team
- 2022: Mord in Yellowstone City (Murder at Yellowstone City)
- 2023: Boy Kills World
- 2025: Ich weiß, was du letzten Sommer getan hast (I Know What You Did Last Summer)